# Oates Bank
Oates Bank – ławica Oceanu Południowego, położona niedaleko Wybrzeża Oatesa. Została nazwana przez doktora Stevena C. Cande z Instytutu Oceanografii Scrippsów na cześć kapitana Lawrence'a Oatesa. Jej nazwa została zatwierdzona przez organizację Advisory Committee for Undersea Features we wrześniu 1997 roku. Późniejsze badania wykazały jednak, że prawdopodobnie ławica ta nie istnieje.